# ネイチァリングスペシャル
『ネイチァリングスペシャル』は、1985年から2003年までテレビ朝日系列で年3回（1995年以降は年1～2回）放送されていた地球環境保全をテーマにしたドキュメンタリー特番である。1985年から1994年までは元日にも放送されていた。1995年以降の元日は、ABCテレビと共同制作番組に切り替えた。（2021年以降は『おしょうバズTV』を放送。)

## 放送リスト

### 1985年
- 1月「ザ.日本100景」
- 5月「ネイチャリングスペシャル第1回〜ナイル6,700キロ、最初の一滴を求めて〜」　出演：岸恵子/デルフィーヌ・マイコ
- 11月「偉大なるロッキー大山脈」　主演：加山雄三

### 1986年
- 1月「ザ.日本100景」　司会：愛川欽也
- 5月「神々の峰・アンデス大自然行」　主演：緒形拳
- 11月「アラスカ野生の365日」　主演：西田敏行

### 1987年
- 1月「ザ.日本100景」〜光と影　司会：愛川欽也
- 5月4日「大砂漠サハラ縦断幻想行」　主演：桃井かおり
- 11月「悠久の大地インド」　主演：小林薫

### 1988年
- 1月「ザ.日本100景」〜物語　司会：愛川欽也
- 5月9日「疾風のアラビア〜天地創造の大地を走る」　主演：沢田研二
- 11月「カナダ氷河と森の大地」　主演：菅原文太

### 1989年
- 1月1日 - 特別企画「日本列島・四季物語」　司会：西田敏行(15:02〜17:45)
- 5月　開局30周年記念番組「赤道物語」　主演：西田敏行
- 11月「風の谷・虹の村 スペイン・バスクの365日」　主演：緒形拳

### 1990年
- 1月1日 - 特別企画「'90日本列島・四季物語」　司会：西田敏行(15:02〜17:45)
- 5月「欲望の大河アマゾン」　主演：星野知子
- 12月11日「魂の大地・北極　〜大氷原に生きる命の詩〜」　主演：和泉雅子

### 1991年
- 1月1日 - 特別企画「日本列島・四季物語」　司会：西田敏行(15:02〜17:45)
- 5月「アジア熱帯劇場インドネシア〜人と森と神々の島々〜」　出演：小林薫(15:02〜
- 11月4日 - 「謎の興亡ユカタン」(20:02〜22:18)　主演：夢枕獏

### 1992年
- 1月1日 - 特別企画「日本列島・四季物語」　司会：西田敏行(15:02〜17:45)
- 5月「悲しみの南アフリカ 欲望の砂漠ナミブ」　出演：立松和平
- 11月「ニューヨーク四季物語」　主演：武田鉄矢

### 1993年
- 1月1日 - 新春特別企画「神秘と驚異の地球物語」(15:02〜17:45)
- 5月「緑の森の3億年物語」　主演：時任三郎
- 11月22日「奇跡のアフリカ　〜人類創世の大地を行く〜」　主演：赤井英和

### 1994年
- 1月1日 - 開局35周年・新春特別企画「大地の神秘・水の奇跡」　番組案内人：中村吉右衛門  ナレーション：大竹しのぶ　リポーター：生稲晃子、夢枕獏、谷村志穂、風見しんご(15:02〜17:45)
- 5月30日「魔境イリアンジャヤ　〜地球最後の空白大地ニューギニア島3000キロ〜」　主演：三浦洋一
- 11月「印度漂流　生と死の大地 神々の饗宴」　主演：緒形拳

### 1995年
- 1月 naturing special 10周年特別企画「スペクタクル日本列島－密着！大自然との格闘365日」（15:03〜

### 1996年
- 「エル・コヨーテの大地」　出演：西田敏行
- 12月23日「ヒマラヤ5000年時空の花園」　出演：榎木孝明

### 1997年
- 6月30日「アフリカの魂　ヌドキの森　〜ザイール川最深部に息づく野生の聖域〜」　主演：赤井英和（20:02〜22:18）

### 1998年
- 1月14日「白魔の大地　シベリア365日」　出演：緒形直人

### 1999年
- 7月5日 - 「チョモランマの渚〜世界初！地球最高峰に幻の海を見た〜」　主演：三浦洋一(20:02〜22:28)
- 12月28日「遥かなる奥アマゾン〜森と水の迷宮3000キロを行く〜」　主演：渡瀬恒彦

### 2000年
- 6月26日「聖インダス大巡礼」世界初！幻の源流を求めて2900キロ全走破　主演：筒井道隆（20:02〜
- 12月25日「Kings of Africa」愛がここにありますように　主演：渡辺貞夫（20:58〜23:14）

### 2001年
- 5月28日「風雪の聖地アンデス縦断4000キロ」〜西田敏行53歳　米大陸最高峰アコンカグアに挑む〜　主演：西田敏行（20:02〜22:24）
- 12月25日「地球最後の秘境ワハーン」アフガン・パミール高原を世界初取材　主演：鶴田真由

### 2002年
- 6月24日「シンドバッドの海」〜遥かなるインド洋　大いなる謎と冒険を求めて〜　主演：小林薫（20:00〜22:18）

### 2003年
- 1月5日「ユーラシア疾走1万キロ 巨大ナマズと格闘！ 高橋克典の感動大陸紀行」　主演：高橋克典（18:56〜20:54）